# Susan McFadden

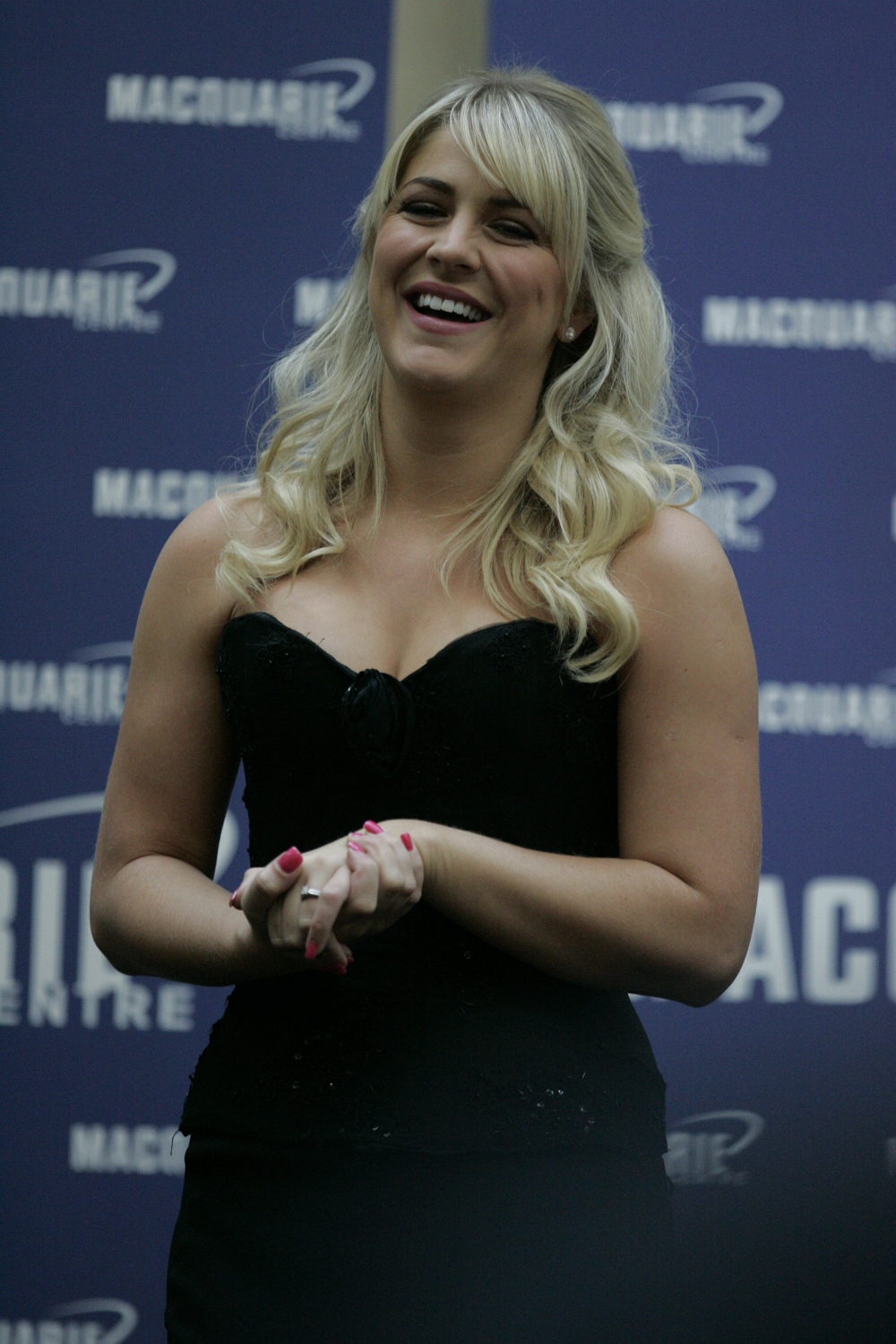
Susan McFadden im Macquarie Shopping Centre, Sydney (2012)

Susan McFadden (* 8. Februar 1983 in Artane, County Dublin) ist eine irische Schauspielerin, Sängerin und Mitglied der Gruppe Celtic Woman. Sie wurde bekannt durch die Rolle der Sandy im Musical Grease am Piccadilly Theatre und als Elle Woods im Musical Natürlich blond am Savoy Theatre in Londons West End.

## Frühe Jahre
Susan McFadden wurde in Dublin als Tochter von Mairead und Brendan geboren. Sie ist die jüngere Schwester des ehemaligen Westlife-Mitglieds Brian McFadden.

## Karriere
McFadden schloss die Billie Barry Stage School in Dublin ab. Bevor sie Teil von Grease Is the World wurde, reiste sie mit vielen irischen Musikern (u. a. Tony Kenny, June Rodgers, Noel V Ginnity) als Supportact durch Irland und die USA. Im Jahr 2006 zog sie von Dublin nach London, wo sie die Reality-TV-Show Grease Is the Word von ITV gewann. Aufgrund dieses Erfolges spielte sie die weibliche Hauptrolle Sandy in Grease.
Nach Grease spielte McFadden in der Original-Besetzung für die Premiere im Vereinigten Königreich im Musical Natürlich blond die Rolle der Serena. Anschließend spielte sie die Hauptrolle der Elle Woods. Für diese Rolle wurde sie für den What's on Stage Award in der Kategorie Best Takeover nominiert. In der irischen Produktion von Singin' in the Rain spielte sie die Rolle der Kathy. Die Show lief im Olympia Theatre in Dublin und im Everyman Palace Theatre in Cork.
Auf Daniel O’Donnells Rock-&-Roll-Show-Tour und -DVD ist sie als eine der Tänzerinnen zu sehen. Im Stück Seven Brides for Seven Brothers von Steven Houghton spielte sie die Rolle der Milly. McFadden sang mit Ben Morris und Séan Carey im Finale von RTÉ Ones Fame: The Musical am Sonntag, den 13. Juni 2010, in Dublin.
Seit dem 5. Januar 2012 ist McFadden Teil der Gruppe Celtic Woman als Ersatz für Lisa Kelly, die die Gruppe wegen Mutterschaft verlassen hatte.

## Privates
Am 15. Juli 2017 heiratete sie Anthony Byrne. Im November 2018 wurde sie Mutter ihrer ersten Tochter.